# گولا
گولا (انگلیسی: Gola) شرکت تجهیزات ورزشی بریتانیایی است، که در سال ۱۹۰۵ تأسیس شد.